# Diane Noomin
Diane Noomin (Brooklyn, Nova York, 1947) és una autora de còmics estatunidenca associada al moviment del còmic underground. És més coneguda pel seu personatge DiDi Glitz, que aborda temes socials transgressius com ara feminisme, masturbació femenina, imatge corporal i avortament.
Noomin és la redactora de la sèrie antològica de Twisted Sisters, i va publicar històries còmiques en molts títols clandestins, incloent Wimmen's Comix, Young Lust, Arcade i Weirdo. També ha realitzat treballs teatrals, creant una adaptació escènica de DiDi Glitz.

## Biografia
Noomin va néixer al barri residencial de Canarsie, a Brooklyn, sent la major de dues germanes. La família es va traslladar a Hempstead, Long Island, al 1952, però després va tornar a Canarsie l'any 1960. Va assistir a la High School of Music & Art, al Brooklyn College, i a l'Institut Pratt.
El primer treball de còmic de Noomin es va publicar al 1973 en el Wimmen Comix #2, i poc després va comptar amb historietes a Young Lust i El Perfecto. La primera història de DiDi Glitz, "Restless Reverie", va aparèixer a Short Order Comix # 2 (Family Fun, 1974). L'obra de Noomin va aparèixer en els set números de Arcade, coeditat per Bill Griffith i Art Spiegelman.
Vora al 1975, Noomin i Aline Kominsky van abandonar el col·lectiu Wimmen's Comix a causa de conflictes interns que eren tant estètics com polítics. Kominsky i Noomin van confeccionar un one-shot de 36 pàgines anomenat Twisted Sisters al 1976, publicat per Last Gasp, que va contenir històries i art humorístics i "autodeprepants".
Al 1978, Noomin va editar el one-shot Lemme Outa Here a Print Mint, una col·lecció de còmics d'historietes de la vida en els suburbis nord-americans de mitjan segle, amb Noomin, Michael McMillan, Robert Armstrong, Bill Griffith, Robert Crumb, Aline Kominsky, Kim Deitch, Justin Green, Mark Beyer i MK Brown.
Entrats els anys 80, Noomin va col·laborar amb un grup de teatre femení amb seu a San Francisco per produir una comèdia musical basada en DiDi Glitz. I'd Rather Be Doing Something Else — The DiDi Glitz Story contenia vestits i decorats de Noomin i conjunts de Kim Deitch, Paul Mavrides i Bill Griffith. Una versió cabaret de la mostra, titulada Anarchy in High Heels, va ser interpretada posteriorment a la Comunitat d'Artistes de Westbeth (en anglès: Wesbeth Aartist Community)de la ciutat de Nova York.
Més tard, al 1984, després d'un hiat de deu anys, Noomin va tornar a les pàgines de Wimmen's Comix; llavors la seva obra va aparèixer a gairebé tots els números des d'aquest moment. Col·laborava habitualment a Weirdo entre 1985 i 1993.
Al 1991, Noomin va editar i va reunir una antologia de llibreta comercial de 260 pàgines, que ella va anomenar Twisted Sisters: A Collection of Bad Girl Art (Viking Penguin), amb l'obra d'ella mateixa, Kominsky-Crumb i altres 13 dones dibuixants, entre elles diverses ex-col·laboradores de Wimmen's Comix. Tot el treball de la col·lecció havia estat publicat anteriorment, la majoria en antologies com Weirdo i Wimmen's Comix. L'èxit d'aquest llibre va fer que Kitchen Sink Press publiqués una sèrie limitada de quatre números, Twisted Sisters Comix, editada per Noomin, on cada número tenia 44 pàgines de còmics nous per part de diverses col·laboradores. La sèrie limitada es va recollir posteriorment al 1995 com a Twisted Sisters, vol. 2: Drawing the Line.

## Vida personal
Noomin està casat amb el dibuixant Bill Griffith, a qui va conèixer per primera vegada en una festa de cap d'any a San Franciscocap al 1972. Ella i Griffith viuen a Connecticut, on es van mudar l'any 1998 després de molts anys vivint a San Francisco.

## Premis
Noomin va rebre l'Inkpot Award al 1992.
Les antologies de Twisted Sisters van ser nominades al premi Eisner a la millor antologia al 1992 i el 1995.

### Llibres i obres en solitari
- Twisted Sisters (1976–1994) — primera publicació com a antologia de dos dones (amb Aline Kominsky), publicat per Last Gasp; després reeditat en altres formats (antologia, sèries limitades) editat per Noomin, publicat per Viking Penguin and Kitchen Sink Press
- Lemme Outa Here (Print Mint, Oct. 1978) — editora
- True Glitz (Rip Off Press, 1990) — col·lecció one-shot de còmics de DiDi Glitz
- Glitz-2-Go (Fantagraphics, 2012) – col·lecció de DiDi Glitz

### Còmics

#### DiDi Glitz
- "Restless Reverie," Short Order Comix #2 (Family Fun, 1974) —després recollida a Titters: the First Collection of Humor by Women (Macmillan, 1976).
- "She Chose Crime", Wimmen's Comix #4 (Last Gasp, 1974).
- (Amb Bill Griffith) "Bottoms Up!" (Claude 'n DiDi), Young Lust #4 (Last Gasp, 1974).
- "Bingo Bondage," Arcade, the Comics Revue #1 (Print Mint, Spring 1975).
- "A Bitter Pill," Arcade #2 (Print Mint, Summer 1975).
- (Amb Aline Kominsky) "DiDi 'n Bunch in Hot Air," Twisted Sisters (Last Gasp, 1976).
- "The Fabulous World of DiDi Glitz", Twisted Sisters (Last Gasp, 1976).
- "DiDi Glitz and the 3 Bears", Arcade #5 (Print Mint, Spring 1976).
- "A Perfectly Divine Vision with DiDi Glitz", Arcade #6 (Print Mint, Summer 1976).
- "I'd Rather Be Doing Something Else" (The DiDi Glitz Story), Lemme Outa Here!: Growing Up Inside the American Dream (Print Mint, 1978).
- "Stupid Cupid", Young Lust #6 (Last Gasp, 1980).
- "Mix & Match", After/Shock: Bulletins from Ground Zero (Last Gasp, 1981).
- "Utterly Private Eye", Wimmen's Comix #9 (Last Gasp, May 1984).
- "Puttin' On the Glitz", Weirdo #13 (Last Gasp, Summer 1985).
- "DiDi Has an Orgasm", Weirdo #17 (Last Gasp, Summer 1986).
- "Glitz to Go", Weirdo #18 (Last Gasp, Fall 1986).
- "Glitz Tips", Wimmen's Comix #11 (Renegade Press, Apr. 1987).
- "A Blonde Grows in Brooklyn", Wimmen's Comics #12 (Renegade Press, Nov. 1987).
- "Don't Ask", Wimmen's Comix #14 (Rip Off Press, 1989).
- "I Had to Advertise for Love", Young Lust #7 (Last Gasp, 1990).
- "Lesbo-a-Go-Go with DiDi Glitz", Real Girl #1 (Fantagraphics, Oct. 1990).
- "I Married a Hypochondriac", Wimmin's Comics #17 (Rip Off Press, 1992).
- "Lava My Life", Young Lust #8 (Last Gasp, 1993).
- "Back to the Bagel Belt, with DiDi Glitz", Weirdo #28 (Last Gasp, Summer 1993).

#### Altres historietes
- "Home Agin", Wimmen's Comix #2 (Last Gasp, 1973).
- "The Agony and the Ecstasy of a Shayna Madel", Wimmen's Comix #3 (Last Gasp, 1973).
- "The Happy Couple Take Acid, or, Higamous, Hogamous, Love is Lobotomous", El Perfecto Comics (Print Mint, 1973).
- "Frozen Creeps in Space", Arcade #3 (Print Mint, Fall 1975).
- "Brillo 'n Burma", Arcade #4 (Print Mint, Winter 1975).
- "Some of My Best Friends Are", Arcade #7 (Print Mint, Fall 1976).
- "Rubberware", Wimmen's Comix #10 (Last Gasp, Oct. 1985).
- "Bare Despair" (Brillo & Burma), Weirdo #16 (Last Gasp, Spring 1986).
- "What Big Girls are Made Of", Weirdo #18 (Last Gasp, Fall 1986).
- "Paper Dolls" (2 p.), Wimmen's Comix #11 (Renegade Press, Apr. 1987).
- "Coming of Age in Canarsie", Wimmen's Comix #15 (Rip Off Press, 1989).
- "Meet Marvin Mensch", Wimmen's Comix #16 (Rip Off Press, 1990).
- "From Jawbreakers to Lawbreaker", Mind Riot: Coming of Age in Comix (Simon and Schuster, Apr. 1997).
- "I Was a Red Diaper Baby" (2002).

### Edició
- Drawing Power: Women's Stories of Sexual Violence, Harassment, and Survival (Abrams Books, 2019).[13]